# Serengetidvärgpapegoja
Serengetidvärgpapegoja (Agapornis fischeri), även kallad Fischers dvärgpapegoja, är en fågel i familjen östpapegojor inom ordningen papegojfåglar.

## Utbredning
Fågeln förekommer endast i norra Tanzania, söder och öster om Victoriasjön. Förvildade populationer finns också i kustnära Kenya och Tanzania där den ibland hybridiserar med svarthuvad dvärgpapegoja.

## Status
IUCN kategoriserar arten som nära hotad.

## Namn
Fågelns vetenskapliga artnamn hedrar Gustav Adolf Fischer (1848-1886), tysk doktor, upptäcktsresande och samlare av specimen i tropiska Afrika 1876-1886. Tidigare kallades den Fischers dvärgpapegoja även på svenska, men justerades 2023 till ett enklare och mer informativt namn av BirdLife Sveriges taxonomikommitté.

## Bildgalleri

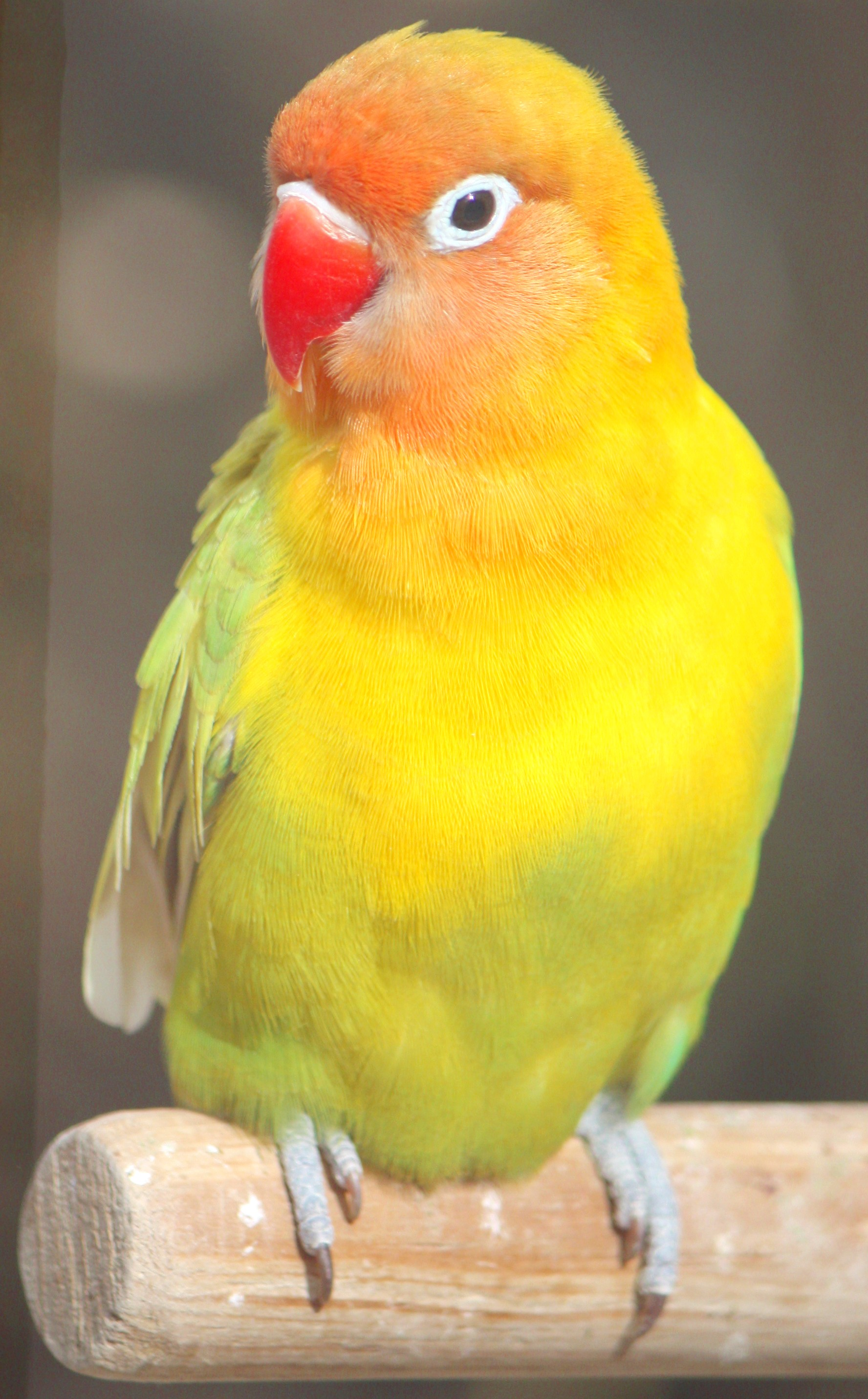
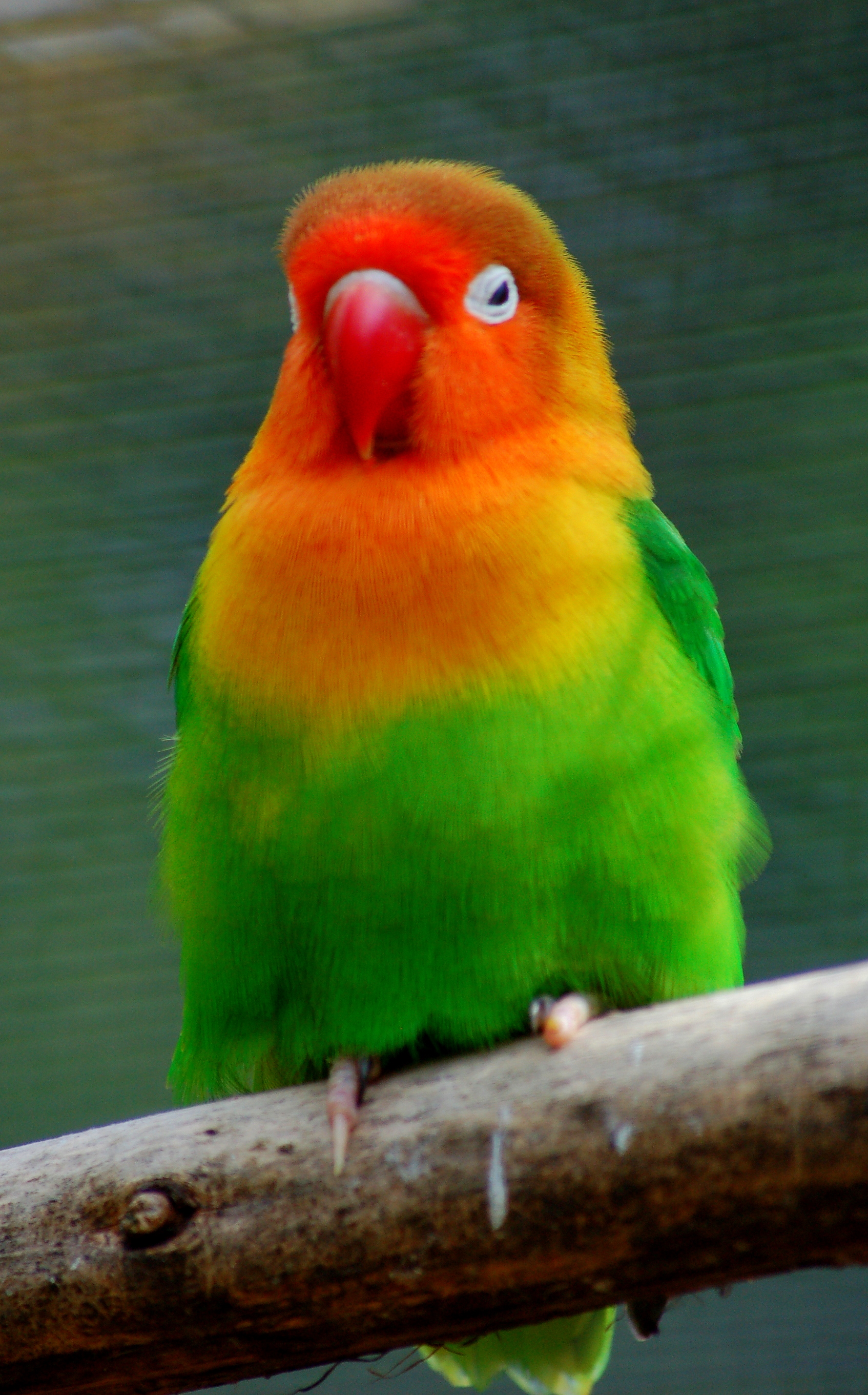
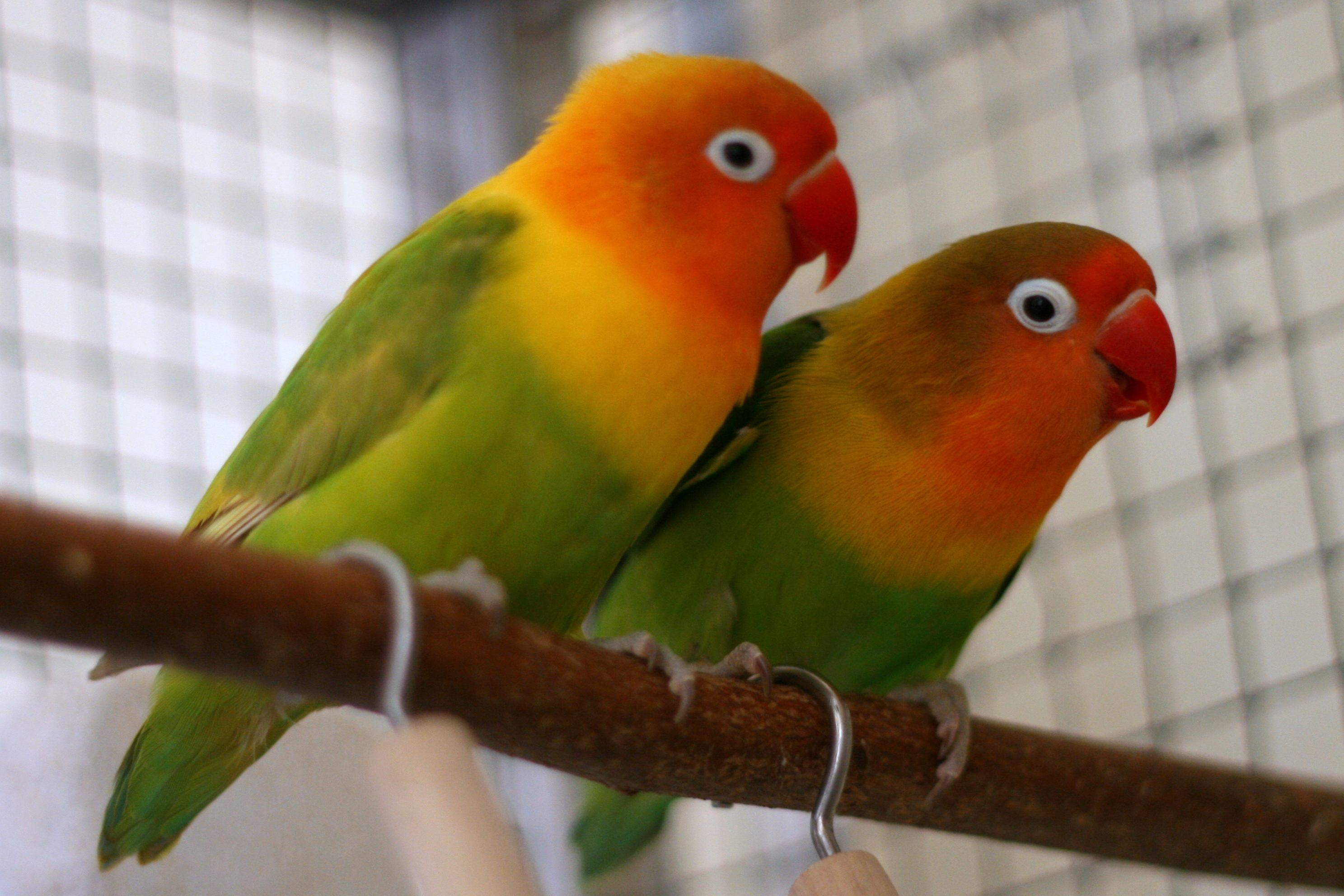
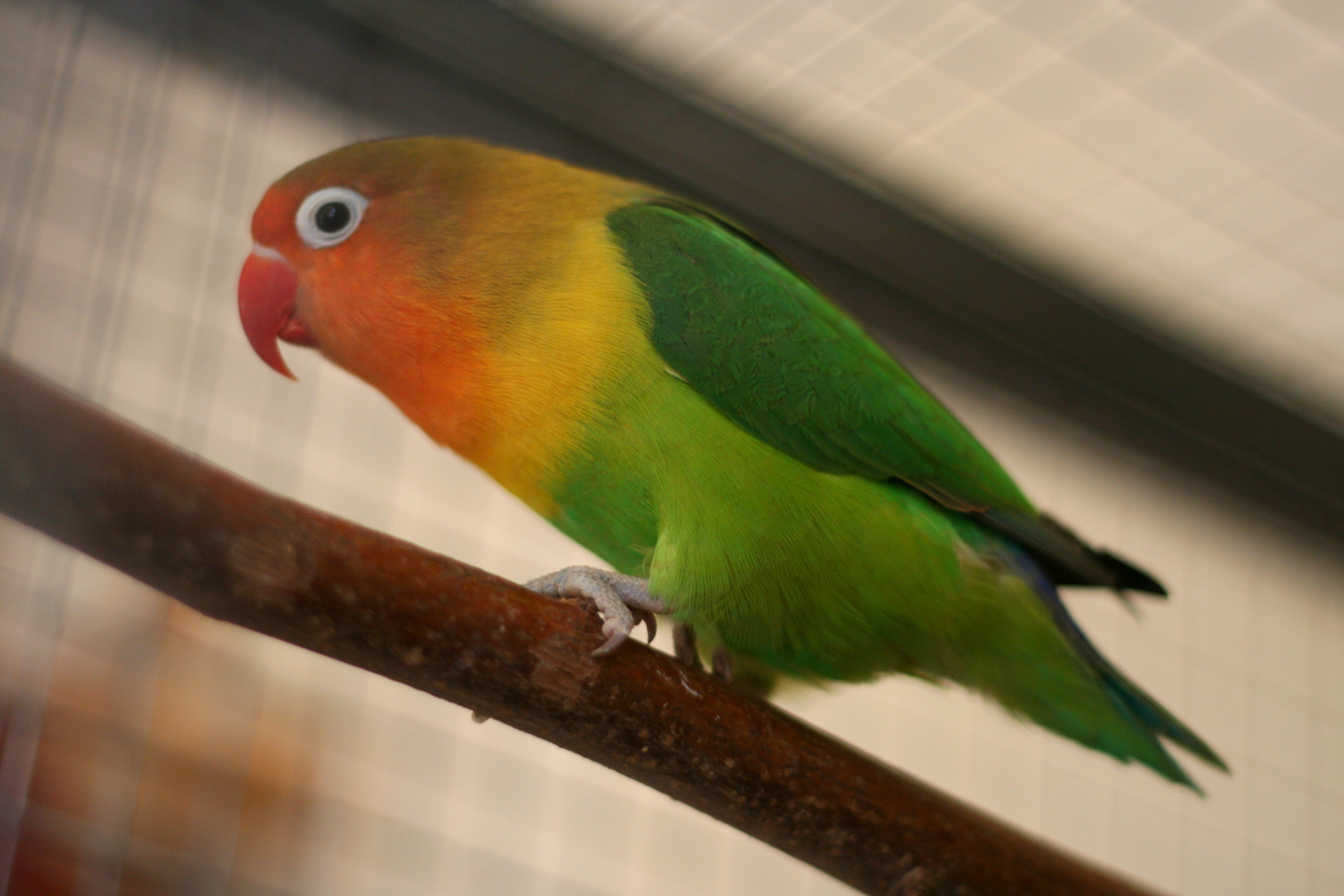
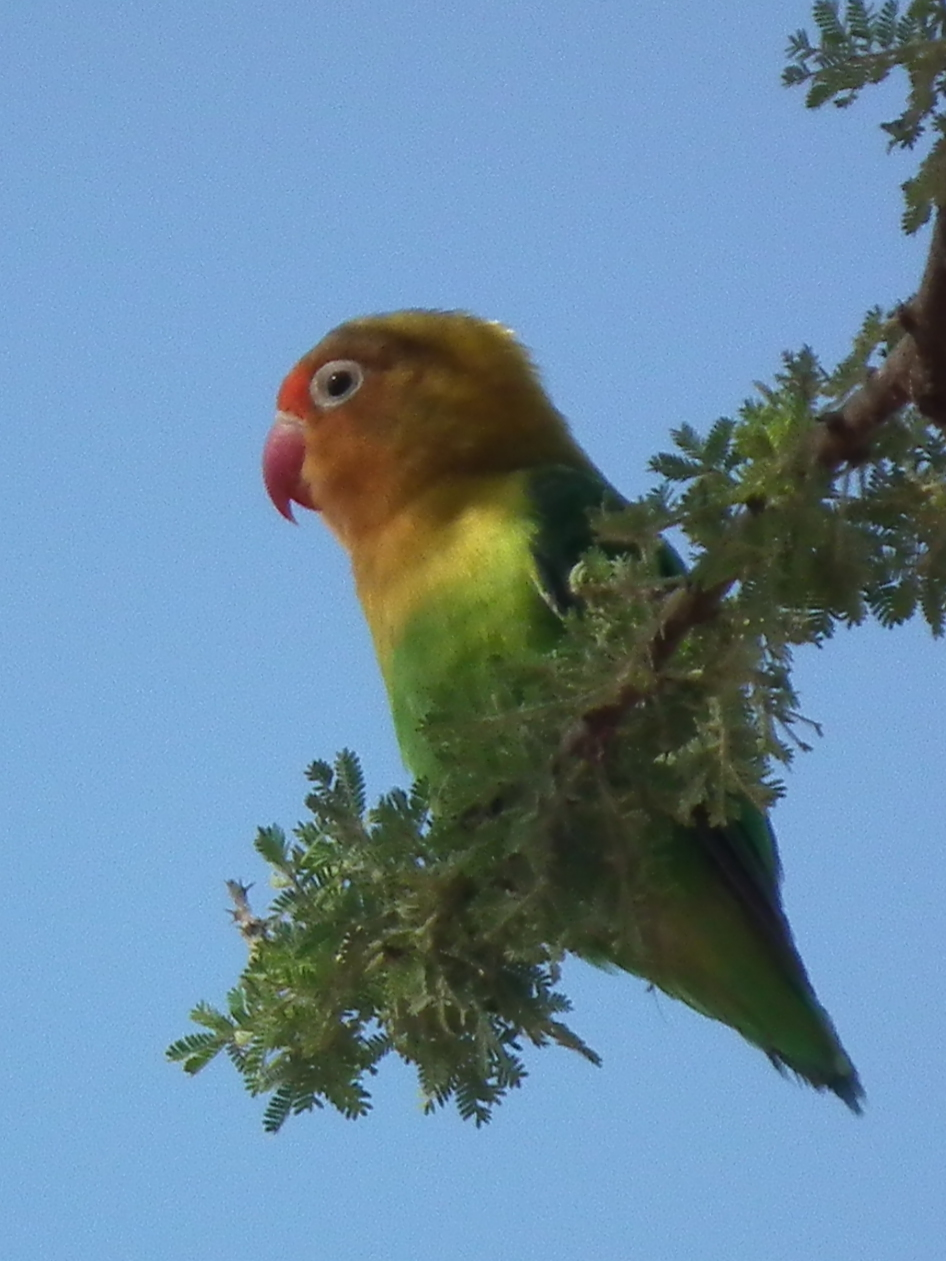
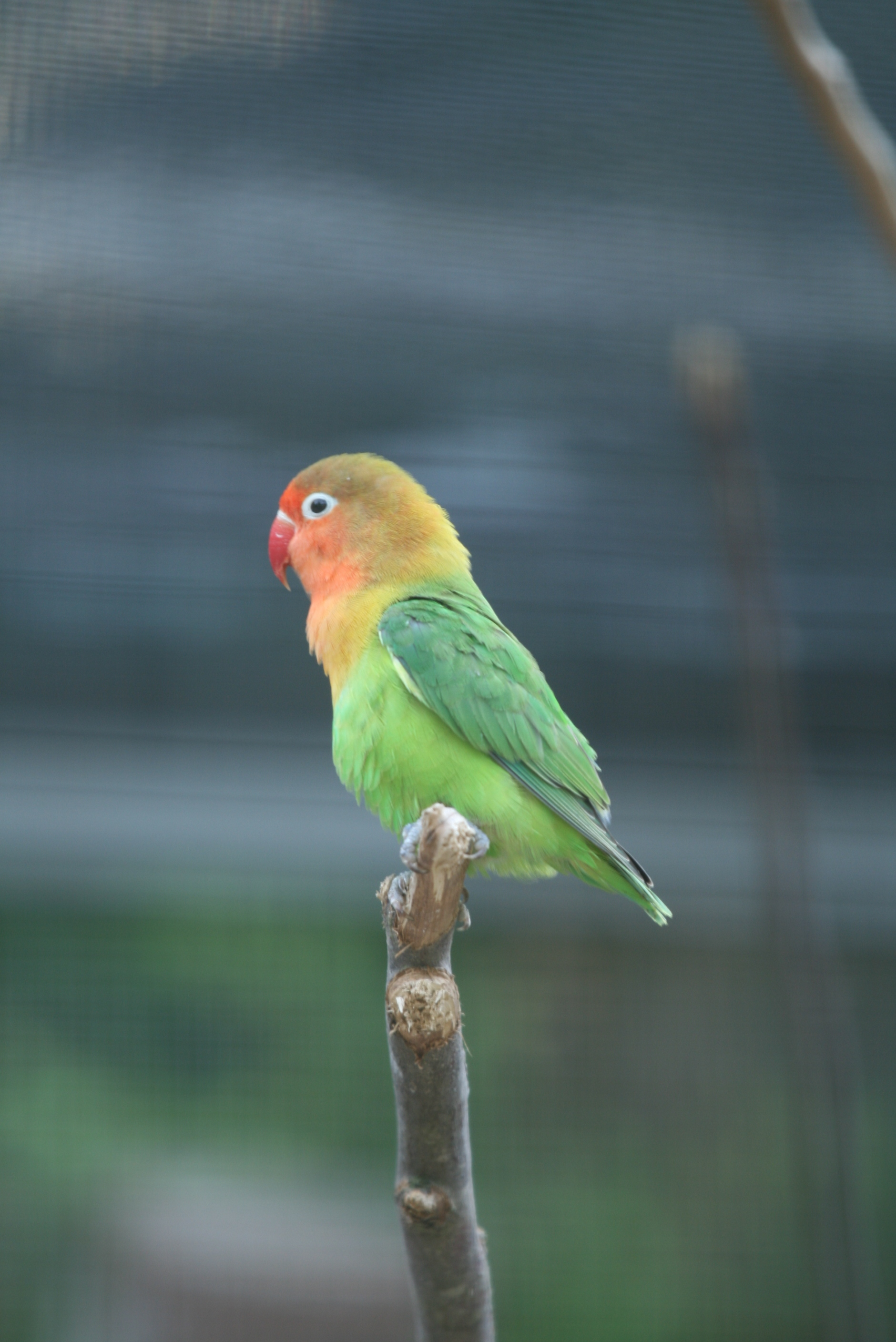
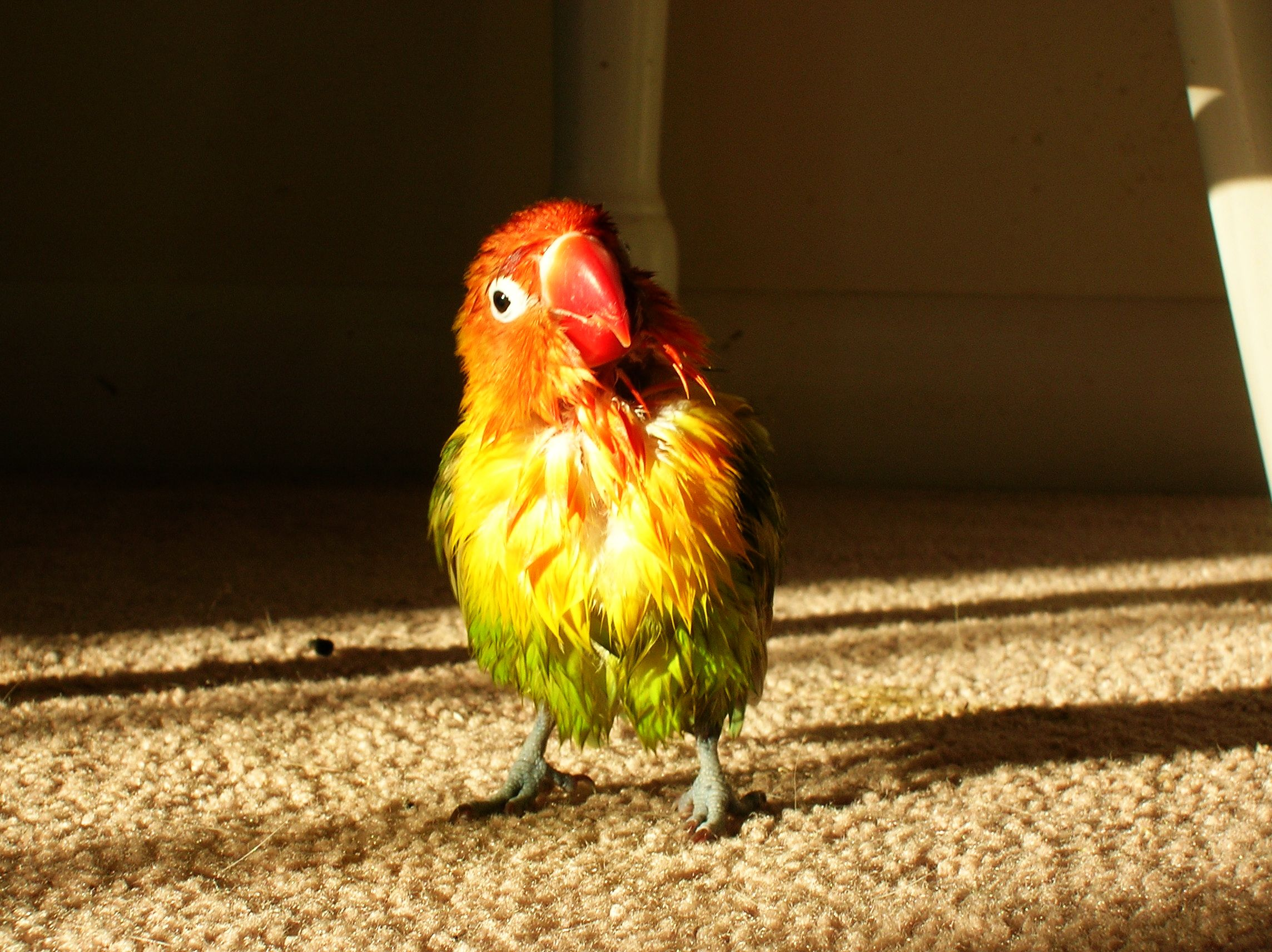
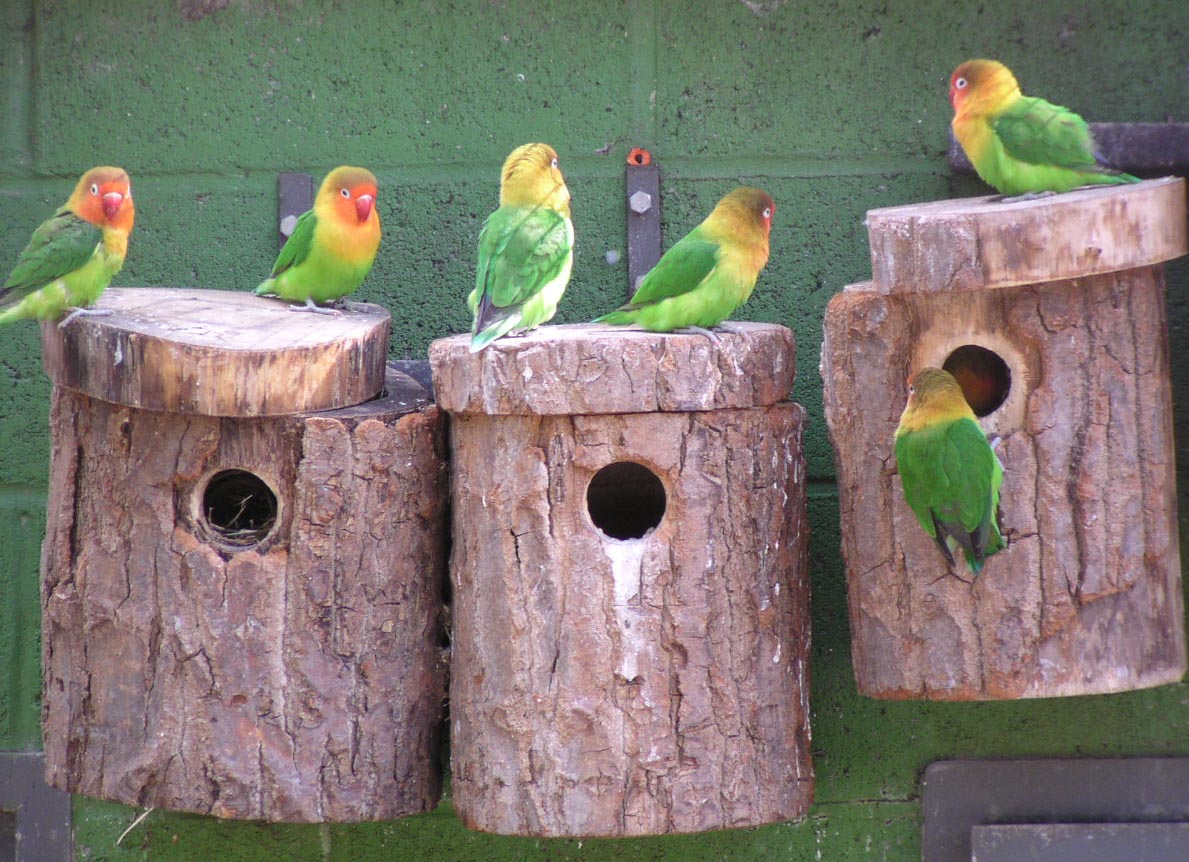
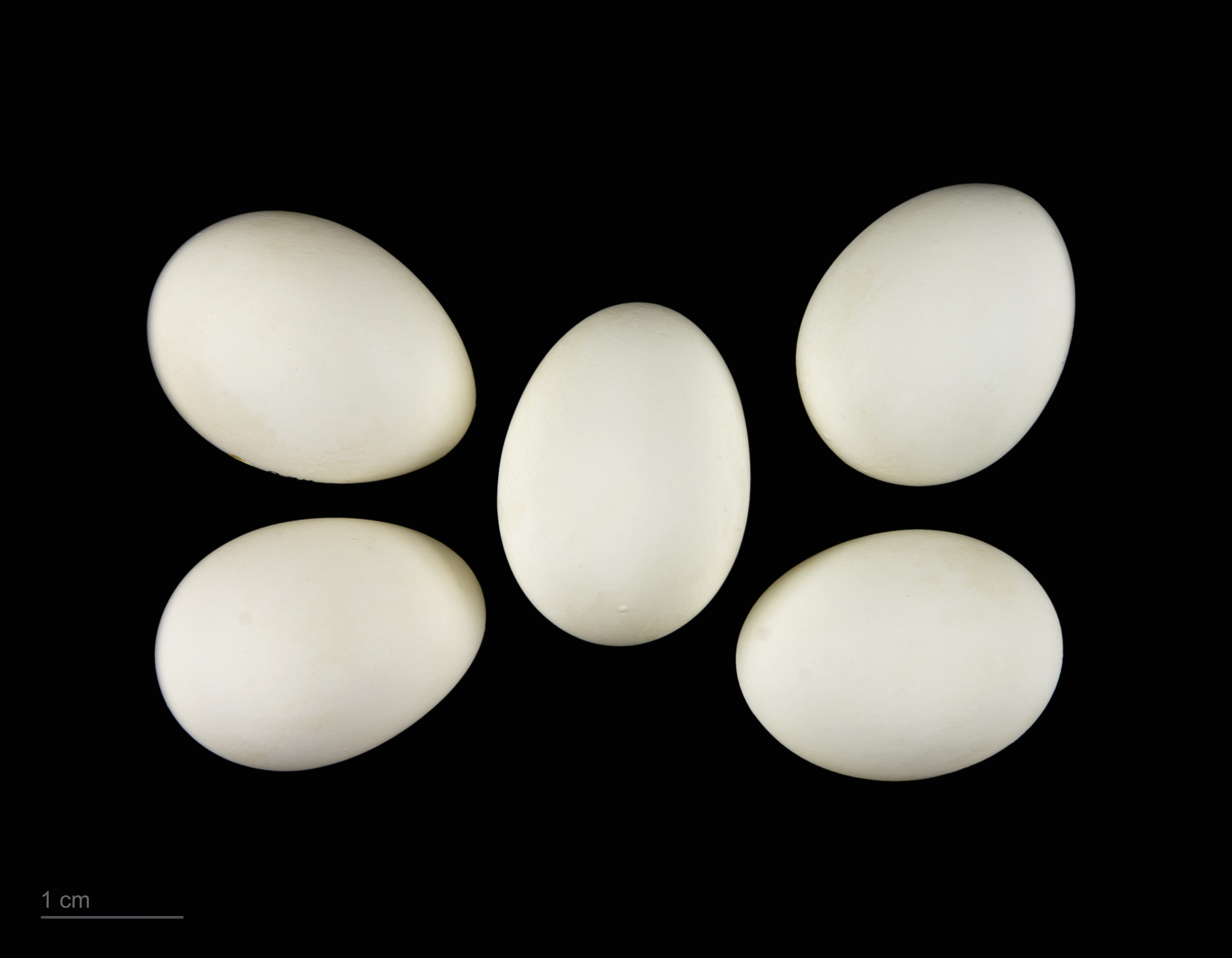
Museum specimen